# One Last Breath
Chansons représentant la Grèce au Concours Eurovision de la chanson
Rise Up 
(2014) Utopian Land
(2016)
One Last Breath (en français « Un dernier souffle ») est la chanson de María Élena Kyriákou qui représente la Grèce au Concours Eurovision de la chanson 2015 à Vienne.
Le 21 mai 2015, lors de la 1re demi-finale, elle termine à la 6e place avec 81 points et est qualifiée pour la finale le 23 mai 2015, au cours de laquelle elle termine à la 19e place avec 23 points.